# Собор Гориции
Собор Святых Илария и Татиана в Гориции (Санти Иларио э Тазиано; итал. Cattedrale metropolitana dei Santi Ilario e Taziano Martiri, Gorizia) — католический собор в центре города Гориция (Фриули — Венеция-Джулия); главных храм архиепархии Гориции. Приход Святых Илария и Татиана был основан в 1455 году; в период между 1682 и 1702 годами церковь претерпела радикальные изменения, будучи перестроена в стиле барокко: в частности, Джулио Квальо (Giulio Quaglio il Giovane) создал в храме серию фресок, которые были утрачены в годы Первой мировой войны.

## История и описание
В первые века своей истории, после 1001 года, поселение («вилла») Гориция зависела в религиозном отношении от приходской церкви, располагавшейся в городке Салкано («Castrum Syliganum», Salcano) — сегодня, пригород Новой Горицы в Словении. В 1210 году Гориция получила право проводить еженедельный рынок, а затем её церковное значение также возросло. В 1455 году был основан приход Санти Иларио э Тазиано, а к концу XV века встала проблема выбора места для нового храма: в итоге был выбран участок к югу от сегодняшней рыночной площади Piazza Cavour. О первом церковном здании сохранились только отрывочные сведения — известно, что оно должно было располагаться на месте нынешнего пресвитерия. Кроме того рядом с этой церковью была возведена часовня, посвященная Святой Анне: она была частично снесена в 1866 году, чтобы освободить место для дороги.
В 1471 году была построена ещё одна часовня, остатки которой сохранились по сей день. В 1571 году, в связи с угрозой от протестантизма, Гориция была возвышена в церковном статусе. Между 1682 и 1702 годами церковь претерпела радикальные изменения в своём облике: она была перестроена в стиле барокко. Колокольня, построенная в XVI веке и первоначально имевшая купол, была перестроена в 1865 году. В 1751 году Гориция стала резиденцией архиепископа. В Первую мировую войну храму был нанесен серьезный ущерб: он заново открылся только в 1928 году.